# Fernthaltunnel
Der Fernthaltunnel ist ein 1555 m langer Eisenbahn-Tunnel der Schnellfahrstrecke Köln–Rhein/Main. Er unterquert dabei unter anderem den Ortsteil Fernthal der Ortsgemeinde Neustadt (Wied), dessen Namen er trägt.
Er unterfährt darüber hinaus – zusammen mit dem in nördlicher Richtung folgenden Ammerichtunnel – einen Bogen der Bundesautobahn 3. Als besonders schwierig erwies sich die Unterfahrung der ehemaligen Mülldeponie des Landkreises Neuwied auf einer Länge von 400 m.

## Verlauf
Das Nordportal liegt bei 50° 36′ 23,4″ N, 7° 25′ 49,5″ O, das Südportal bei 50° 35′ 44,7″ N, 7° 26′ 38,8″ O. Ein Notausgang führt bei 50° 35′ 54,8″ N, 7° 26′ 16,8″ O an die Oberfläche.
Die Strecke steigt in südlicher Richtung mit einer konstanten Längsneigung von 32 Promille an, von rund 270 auf etwa 300 Höhenmeter. Die Überdeckung liegt bei rund 20 m.
Der Tunnel schneidet die A 3 südlich der Anschlussstelle Neustadt/Wied, in der Nähe des Südportals, in einem spitzen Winkel.
Nördlich folgt – nach einem rund 100 m langen, offenen Einschnitt – der Ammerichtunnel. Südlich schließt sich ein tunnelfreier Streckenabschnitt von rund 20 km Länge an. Als nächster Tunnel folgt in dieser Richtung der Tunnel Deesen.
Rund vier Meter unterhalb des Tunnels verläuft ein runder Drainagestollen von 3,50 m Durchmesser.

### Geologie
Der Tunnel unterfährt durchgehend Schichten des Devon. Unterhalb der Mülldeponie, die in einem ehemaligen Basalt-Steinbruch errichtet wurde, liegt dabei eine Schicht aus Restbasalt, diese wiederum auf einer drei bis vier Meter dicken Schicht aus Klebsand. Darunter liegen – wechselnd – Schluff- und Tonsteine, mit Anteilen von Sandstein und Grauwacke. Die Verwitterungsgrenze liegt etwa 60 m unterhalb der Oberfläche, wobei der Tunnel in schwach verwittertem Gestein liegt. Der Grundwasserpegel liegt unmittelbar über der Klebsandschicht, die Tunnelsohle liegt etwa 30 m unterhalb des Grundwasserstandes.

## Geschichte

### Planung
Der Notwendigkeit zur Errichtung des Tunnels ergab sich aus der Verkehrswegebündelung der Strecke mit der A 3, sowie naturschutzrechtlichen Auflagen zum Schutz des zu querenden Wiedtals. Vor diesem Hintergrund wurde es notwendig, die Kreis-Mülldeponie zu unterfahren. Eine vertiefte Prüfung der damit verbundenen Probleme wurde im Rahmen des Raumordnungsverfahrens nicht vorgenommen. Erst im weiteren Verlauf der Planung erfolgten Erkundungen, im Rahmen des Planfeststellungsverfahrens wurden die Auswirkungen dieser Trassierung – insbesondere mögliche Grundwasser- und Bodenkontaminationen – vertieft untersucht. Dabei ergab sich insbesondere die Befürchtung, beim Auffahren des Tunnels könnten durch die Absenkung des Grundwassers mögliche Kontaminationen unterhalb der Deponie weiter nach unten sinken.
Zwischen 1993 und 1995 erfolgten Probebohrungen außerhalb des Deponiekörpers. Erst im Rahmen einer geotechnischen Hauptuntersuchung nach Auftragsvergabe erfolgte eine detaillierte Untersuchung der Kontamination an einer Stelle der Deponie, die eine geringe Verunreinigung ergaben. Die Anfang 1996 feststehenden geologischen und hydrologischen Verhältnisse wurden im Rahmen der Funktionalen Leistungsausschreibung den Bietern mitgeteilt. Das Planfeststellungsverfahren war Mitte 1994 eingeleitet worden. In dessen Rahmen wurden Studien erstellt, wie die Setzungen der Basisabdichtung der Deponie vermieden werden könnten. Ende 1995 lag die geplante Länge des Bauwerks bei 1525 m.
Es folgte ein mehrjähriges Verfahren. Dabei wurde erwogen, den kritischen Vortrieb unter der Mülldeponie unter Haltung des umgebenden Grundwasserdrucks aufzufahren. Im wasserdruckhaltenden Ulmenstollenvortrieb sollte der Bergwasserzulauf auf drei Liter pro Sekunde beschränkt werden. Ein im November 1997 vorgelegtes Konzept sah dabei vor, den Wasserzulauf – begleitet von zahlreichen Maßnahmen – auf die Grundwasser-Neubildungsrate von 1,1 l/s zu begrenzen. Anfang 1998 einigten sich Bahn und Landkreis über die Haftungsregelung für die Unterfahrung der Deponie. Die DB verpflichtete sich, für alle Schäden aufzukommen, die durch Bau und Betrieb des Tunnels entstehen. Im Gegenzug verpflichteten sich die beteiligten Gebietskörperschaften, auf Rechtsmittel gegen die betroffenen Planfeststellungsbeschlüsse zu verzichten. Anschließend genehmigte die Bezirksregierung Koblenz als obere Landesabfallbehörde dieses Konzept, verbunden mit insgesamt 21 Auflagen zur Sicherstellung der Grenzwassermenge. Dabei sollte u. a. das Grundwasser um höchstens einen Meter abgesenkt und der Bereich, in dem die Maßnahmen anzuwenden waren, um eine Zone 100 Meter vor und hinter der Deponie erweitert werden. Dieses Konzept fand schließlich auch die Zustimmung des Landkreises. Auch Ende 1997 und 1998 lag die geplante Länge es Tunnels bei 1525 m.
Im Juni 1998 erging der Planfeststellungsbeschluss, verbunden mit weiteren Forderungen. Aufgrund dieser zusätzlichen, auch über den Katalog der zuvor erfolgten Vergabe hinausgehenden, Forderungen, wurden Bauzeitverlängerungen und damit eine Überschreitung des Fertigstellungstermins befürchtet. Dabei war u. a. der notwendige Zeitaufwand der vorgeschriebenen vor- und nachlaufenden Abdichtungsarbeiten unklar, Bauzeit und -kosten damit unbestimmt. Bei einer vertieften Untersuchung des Grundwassers im Rahmen der hydrologischen Beweissicherung wurden darüber hinaus, vor Aufnahme der Bauarbeiten, Verunreinigungen des Grundwassers unterhalb der Deponie festgestellt.
Vor diesem Hintergrund wurde nach alternativen Möglichkeiten gesucht, die Bauzeit und -kosten einzuhalten. Untersucht wurde dabei u. a. das Vorpressen eines Erkundungsstollens. Ein Druckluftvortrieb schied aufgrund der Gefahren der Luftdurchdringung und Luftgemischbildung aus. Die Entscheidung fiel zugunsten eines unterhalb des Fahrtunnels zu errichtenden Entwässerungsstollens, über den das Grundwasser während der Bauphase gleichzeitig abgesenkt und gereinigt wurde. Durch die Absenkung konnte das während der Bauphase nachlaufende Wasser begrenzt, Bauzeit und -kosten damit besser kalkuliert werden. Am 23. Februar 1999 einigten sich Kreis und Bauherr, das geänderte Konzept bei den Genehmigungsbehörden einzureichen.
Mitte 1999 war das Bauwerk bereits mit der später realisierten Länge von 1555 m geplant.

### Bau
Zusammen mit dem benachbarten Ammerichtunnel wurde das Bauwerk Anfang 1999 feierlich angeschlagen. Die Patenschaft übernahm dabei Barbara Bauckhage, die Ehefrau des damaligen rheinland-pfälzischen Wirtschaftsministers Hans-Artur Bauckhage.
Die Röhre gehörte zum 42 km langen Baulos A im Mittelabschnitt der Neubaustrecke und wurde, als letzter der sechs Tunnel in diesem Abschnitt, im April 2000 durchgeschlagen. Er ist gleichzeitig der längste Tunnel in diesem Baulos. Das Bauwerk gilt als eines der aufwendigsten Tunnelbauwerke der Neubaustrecke.
Insgesamt 1370 m (nach anderer Quelle 1285 m) der 1555 m langen Röhre wurden in bergmännischer Bauweise erstellt. Die Mülldeponie wurde dabei ebenso bergmännisch unterfahren wie die Autobahn 3. Südlich der Autobahnquerung kam eine offene Bauweise zur Anwendung.
Ab August bis Ende 1998 wurde im Bereich des zukünftigen Nordportals ein rückverankerter Einschnitt sowie nachfolgend ein 62,5 m langer Deckel errichtet. Am Nordportal begann der Vortrieb im Oktober 1998. Nach 400 m Vortrieb, mit Erreichen der Mülldeponie, wurden die Arbeiten planmäßig im Februar 1999 unterbrochen. Zwei Monate später begannen die Arbeiten an einem Entwässerungsstollen im Deponiebereich, unterhalb des späteren Fahrtunnels. Über diesen Stollen sollte das Grundwasser während der Bauphase des Fahrtunnels abgesenkt und anschließend saniert werden.
Im Sommer 1998 war klar geworden, dass ohne zusätzliche Maßnahmen die bis März 2001 vorgesehene Bauzeit nicht eingehalten werden würde. Nach einem knapp viermonatigen Planänderungsverfahren wurde im Bereich des späteren Notausstiegs, südlich der Deponie, ein Zwischenangriff mit einer bergmännisch aufgefahrenen Zufahrtsrampe eingerichtet, um die südliche Hälfte des Tunnels planmäßig fertigstellen zu können. Von hier erfolgte der Vortrieb ab Sommer 1999 der Vortrieb – in nördlicher Richtung bis zum Deponierand, Richtung Süden bis zum Südportal –, im Kalottenvortrieb. Nach 15-monatiger Bauzeit wurde Ende Juni 2000 der letzte Durchschlag gefeiert.
Der Tunnel wurde von der deutsch-österreichischen Arbeitsgemeinschaft Tunnel Los A und C (ATAC) errichtet.
Im März 2000 diente der Tunnel als Kulisse für eine Folge der Actionserie Der Clown.

#### Unterfahrung der Kreis-Mülldeponie
Die Unterfahrung der Mülldeponie auf einer Länge von 400 m, in einer Tiefe von etwa 25 bis 30 m, erforderte besondere Maßnahmen. Ein separater Entwässerungsstollen diente zur Grundwasserabsenkung während der Bauphase und leitete belastetes Wasser unterhalb der Deponie ab.
Die bis 1995 betriebene Deponie liegt in einem ehemaligen Basalt-Steinbruch auf einer Bergkuppe. Die Trasse unterquert dabei einen (bis dahin) nicht nach unten abgedichteten Deponieteil mit Bauschutt und je einen Hausmüll-Teil mit und ohne Abdichtung gegenüber dem umgebenden Boden. Eine weitere, bis dahin nicht nach unten abgedichtete, Hausmülldeponie liegt in der Nähe der Trasse.
Eine Studie zur Klärung der Ursache der Grundwasserbelastung unterhalb der Mülldeponie ergab, dass die Klebsandschicht unterhalb der Anlage nicht hinreichend dicht war und damit keine ausreichende Barriere gegenüber dem Grundwasser bildete. Um ein Absickern von Schadstoffen in tiefer liegende Bereiche zu vermeiden, wurde ein modifiziertes Vortriebskonzept entwickelt, in dessen Rahmen erst die Deponie durchgehend abgedichtet und anschließend das darunter liegende Grundwasser mittels eines Drainagesystems gereinigt werden sollte. Zusätzlich sollten Pumpen an der Oberfläche das oberflächennahe Sickerwasser absaugen.
Unterhalb parallel der Sohle des späteren Fahrtunnels, in einem lichten Abstand von 4,50 m, wurde dazu ein 380 m langer Entwässerungsstollen von 3,50 m Durchmesser zur Grundwasserabsenkung und -sanierung errichtet. Der Vortrieb erfolgte über eine vorübergehende, aus der Stosse des Fahrtunnels aufgefahrene, Zufahrtsrampe. Der schwach verwitterte Ton- und Sandstein wurde im konventionellen Sprengvortrieb ausgebrochen. Das Grundwasser wurde dazu auf das Niveau der Fahrtunnel-Sohle abgesenkt und auf Kontamination untersucht; bis die jeweiligen chemischen Analysen nach mehreren Stunden vorlagen, sammelten zwei Auffangbecken von je rund 180 m³ Inhalt das Bergwasser, das mit bis zu 14 l pro Sekunde aus dem Berg austrat; bei großen Sickerwasseraustritten sollten darüber hinaus Tankwagen bereitgestellt werden. Über separate Leitungen wurde zeitgleich unbelastetes Wasser in den Vortriebsbereich geleitet. Im Sprengvortrieb entstanden außerdem ein Entwässerungsstollen von 4,80 m Durchmesser und 70 m Tiefe, sowie ein Entlüftungsschacht von einem Meter Durchmesser. Schadstoffkontaminationen des Wassers, jedoch unterhalb der Einleitungsgrenzwerte, konnten nur an der Stelle festgestellt werden, wo zuvor eine Probebohrung erfolgt war.
Zum Schutz der teilweise bereits vorhandenen Basisabdichtung konnte unterhalb der Deponie Sprengvortrieb nur unter Auflagen erfolgen, die in einem Gutachten mittels eines geotechnischen Messprogramms und Schwingungsmessungen während des Vortriebs ermittelt wurden. Wenn beim Ausbruch kontaminiertes Material angefallen wäre, hätte dieses auf einer abgedichteten Fläche von 2000 m² zwischengelagert und untersucht werden sollen; eine Kontamination des Gebirgsmaterials konnte jedoch nicht festgestellt werden. Während der Errichtung des Stollens wurde eine Oberflächenabdichtung in die Mülldeponie eingebaut, um das Eindringen von weiterem kontaminierten Wasser zu verhindern. Aus dem fertiggestellten Entwässerungsstollen wurden anschließend zehn Meter lange, flach geneigte, Entwässerungslanzen in einem mittleren Abstand von zehn m, heraus getrieben.
Nach Errichtung des Entwässerungsstollens wurde die Zufahrtsrampe mit Beton verfüllt und anschließend der Fahrtunnel Richtung Süden vorgetrieben. Über das Drainagesystem wurde dabei das Grundwasser abgesenkt und nach Qualitätsstufen getrennt über Rohre dem Entwässerungsschacht bzw. einer Reinigungsanlage zugeleitet. Insgesamt 31 Bohrungen wurden an 14 Rohrleitungen angeschlossen, die zu einer Beprobungsstation – mit Durchflussmessern, Ventil und Probeentnahmen für jede der 14 Leitungen – führten. Nach Beendigung des Grundwassersanierung wurden die Einrichtungen im Entwässerungsstollen zurückgebaut, zwischen Stollen und Schacht ein Schott eingezogen und der Stollen anschließend verfüllt. Anfang 2002 wurde der Schacht mit der Beprobungseinrichtung an den Deponiebetreiber zur weiteren Beprobung des Deponiesickerwassers übergeben.

#### Unterfahrung der Autobahn 3
Die Ausschreibung des Bauwerks sah, aufgrund der nur etwa 5 m hohen Überdeckung, die Errichtung der Autobahn-3-Querung in offener Bauweise, auf einer Länge von 315 m vor. Auf Vorschlag der ausführenden Unternehmen erfolgte eine Unterfahrung in bergmännischer Bauweise, mittels eines doppelten Rohrschirms, Ortsbrustankerung und einer temporären Kalottensohle. Zur Überwachung der Setzung kam in diesem Bereich ein Großflächenscanner zum Einsatz, der die Fernstraße permanent auf Einhaltung der Grenzwerte kontrollierte und nötigenfalls einen Alarm ausgelöst hätte.

### Inbetriebnahme
Am 4. April 2002 fanden Druckmessungen im Tunnel statt.
Am 10. April 2002, vor der Inbetriebnahme der Strecke, fand eine Großübung mit mehreren hundert Helfern im Fernthaltunnel statt.